# Jason Thomson
Jason Thomson (Edinburgh, 26 juli 1987) is een Schots voetballer (verdeidiger) van Raith Rovers FC. Voordien speelde hij onder meer voor Heart of Midlothian FC.
Thomson debuteerde op 12 mei 2005 voor Hearts FC in de thuiswedstrijd tegen Inverness Caledonian Thistle FC. De wedstrijd werd met 2-0 verloren.
Thomson is de oudere broer van Danny Thomson die ook bij Hearts onder contract stond.